# Christhard Mahrenholz

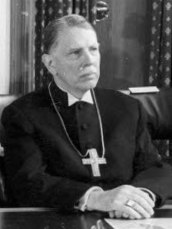
Christhard Mahrenholz bei der Generalsynode der VELKD 1965

Konrad Andreas Christian Reinhard (genannt: Christhard) Mahrenholz (* 11. August 1900 in Adelebsen; † 15. März 1980 in Hannover) war ein deutscher evangelisch-lutherischer Pfarrer, Abt, Musikwissenschaftler und Textdichter. Er war der Vater von Ernst Gottfried Mahrenholz und Hans Christhard Mahrenholz.

## Leben
Der Pastorensohn Christhard Mahrenholz genoss ab 1915 Klavier- und Orgelunterricht bei Alfred Ahlborn in Göttingen. Von 1919 bis 1925 wirkte er als Organist und Chorleiter in seiner Heimatgemeinde. Ab 1919 studierte er Evangelische Theologie in Göttingen und Leipzig bei Paul Althaus d. Ä., Ludwig Ihmels, Johannes Leipoldt und Franz Rendtorff und gleichzeitig Musikwissenschaft bei Hermann Abert, Friedrich Ludwig und Arnold Schering. Er wurde Mitglied des Göttinger und Leipziger Wingolf. Mit einer Studie über den Kirchenmusiker Samuel Scheidt promovierte Mahrenholz 1923 zum Doktor der Philosophie.
Anschließend fand er eine Anstellung als Hilfsbibliothekar an der Universitätsbibliothek Göttingen. 1925 wurde er in Hildesheim zum Pastor ordiniert und wirkte danach als Hilfsgeistlicher in der St.-Marien-Kirchengemeinde in Göttingen. Die von ihm in dieser Zeit disponierte Furtwängler-Orgel gilt als Ausgangspunkt der Orgelbewegung, mit der die Orgelmusik des Barock und ihre Intonation eine internationale Renaissance erlebte. 1926 wechselte Mahrenholz als Gemeindepastor nach Groß Lengden. 1930 wurde er ins Landeskirchenamt Hannover berufen und erhielt einen Lehrauftrag an der Georg-August-Universität Göttingen. Ab 1933 wurde er zum Oberlandeskirchenrat befördert. Im gleichen Jahr wurde er Reichsobmann des Verbandes Evangelischer Kirchenchöre Deutschlands (VeK) und Leiter der Fachschaft für evangelische Kirchenchöre und Posaunenchöre innerhalb der Reichsmusikkammer. Im Mai 1933 gehörte er zu den Unterzeichnern eines Manifests mit der Ablehnung der „zersetzenden Kräfte des Liberalismus und Individualismus“ und einem Bekenntnis zur „gemeinschaftsgebundenen Kraft aller Kirchenmusik“ und der „volkhafte(n) Grundlage aller Kirchenmusik“. Im Oktober 1933 wurde Mahrenholz Beirat des Reichsamts für Kirchenmusik der evangelischen Kirche, das dem nationalsozialistischen Reichsbischof Ludwig Müller unterstand. 1935 wurde Mahrenholz Mitglied des aufgrund einer Verordnung von Reichskirchenminister Hanns Kerrl gebildeten Reichskirchenausschusses der Deutschen Evangelischen Kirche.
Nach dem Zweiten Weltkrieg wurde Mahrenholz zum Vorsitzenden des Ausschusses für die Rückführung der Glocken (ARG) bestellt. 1946 wurde er zum Honorarprofessor für Kirchenmusik an die Theologische Fakultät der Universität Göttingen berufen, die ihm 1948 die theologische Ehrendoktorwürde verlieh. Zwischen 1949 und 1975 hatte die Neue Bachgesellschaft ihn in Nachfolge von Karl Straube als Vorsitzender. 1953 erfolgte die Ernennung zum Geistlichen Dirigenten im Landeskirchenamt, 1965 zum Geistlichen Vizepräsidenten.
Er war Mitglied der Michaelsbruderschaft und war einer der Initiatoren der liturgischen Erneuerung und der Orgelbewegung sowie maßgeblich beteiligt an der Entstehung des Evangelischen Kirchengesangbuchs 1950. Von ihm stammt die Gloria-Patri-Schlussstrophe des Kirchenliedes Ich will, solang ich lebe: Ehr sei im Himmel droben (EG 276). 1955 war er Mitbegründer des Jahrbuchs für Liturgik und Hymnologie. Von 1969 bis 1973 war er evangelischer Vorsitzender der Arbeitsgemeinschaft für ökumenisches Liedgut (AÖL). Neben Kirchenmusik und Liturgie war Mahrenholz auch der kirchlichen Kunst und dem Kunsthandwerk verbunden, unter anderem als langjähriges Vorstandsmitglied des Niedersächsischen Paramentenvereins.
1960 wurde er vom Kirchensenat der Ev.-luth. Landeskirche Hannover zum Abt des Klosters Amelungsborn berufen. Er war damit nach fast fünfzig Jahren Vakanz der maßgebliche Mitbegründer der dortigen evangelischen Bruderschaft, die sich besonders der Pflege der lutherischen Liturgietradition verpflichtet fühlt. 1971 schied er aus dieser Funktion aus. Nachfolger wurde der Osnabrücker Landessuperintendent Kurt Schmidt-Clausen.
Seine letzte Ruhestätte fand Christhard Mahrenholz in Amelungsborn.

## Auszeichnungen
Mahrenholz wurde 1971 mit dem Großen Niedersächsischen Verdienstkreuz und 1977 mit dem Großen Bundesverdienstkreuz ausgezeichnet, letzteres vor allem für seine Verdienste um die Neue Bachgesellschaft.

## Publikationen (Auswahl)
- Samuel Scheidt, sein Leben und sein Werk. Leipzig 1924.
- Die Orgelregister, ihre Geschichte und ihr Bau. Kassel 1929.
- Luther und die Kirchenmusik. Kassel 1937.
- Das Evangelische Kirchengesangbuch, ein Bericht über seine Vorgeschichte, sein Werden und die Grundsätze seiner Gestaltung. Kassel 1950.
- Musicologica et Liturgica. Gesammelte Aufsätze. Hg. Karl Ferdinand Müller. Kassel 1960 (Festschrift).
- Ordnungen des Klosters Amelungsborn. Berlin 1961
- Die Berechnung der Orgelpfeifenmensuren vom Mittelalter bis zur Mitte des 19. Jahrhunderts. Nachdr. der 2., unveränd. Aufl., Bärenreiter-Verl., Kassel 1968.

Als Herausgeber
- Jacob Adlung: Musica mechanica organoedi. (Berlin 1768) Kassel 1931.
- Ernst Pepping: Choralbuch. Mainz 1931.
- Samuel Scheidt: Werke. Hamburg 1932ff.
- Handbuch der deutschen evangelischen Kirchenmusik. Göttingen 1935ff.
- Liturgische Richtlinien für die Ev.-Luth. Landeskirche Hannover. Hannover 1949ff.
- Amelungsborner Brevier. Kloster Amelungsborn 1975.

## Archiv
- Nachlass im Landeskirchlichen Archiv Hannover (Bestand N 48)